# Franz Schubert – Ein Leben in zwei Sätzen
Franz Schubert – Ein Leben en zwei Sätzen (Franz Schubert – Una vida en dues frases) és una pel·lícula austríaca de 1953 dirigida per Walter Kolm-Veltée. Descriu la vida i l'obra del compositor austríac Franz Schubert.

## Argument
Franz Schubert treballa com a mestre de suport en l'escola dirigida pel seu pare. El jove, que considera Ludwig van Beethoven com el seu model tot i que inabastable, en el seu temps d'oci es dedica a escriure música. Com li és negada una acollida pública, el seus amics acudeixen a l'editor de música Anton Diabelli perquè organitzi un concert públic de la música de Schubert. Durant una recepció, en la que Schubert interpreta el seu Ave Maria, coneix la cantant Therese Grob.
Schubert decideix deixar la feina amb el seu pare i concentrar-se només en la música, i ho fa acompanyat dels seus amics, els poetes Franz von Schober i Moritz von Schwind i el pintor Johann Mayrhofer. Allà, té la inspiració per posar música a la balada de Johann Wolfgang von Goethe, Der Erlkönig.
Els amics l'animen perquè interpreti la seva música en públic. Schubert i Therese, que canta les seves cançons, s'estimen. Els dos es guanyen la vida interpretant les seves cançons. Schubert, però, té dubtes sobre si pots expressar tot el que sent a través de les cançons i decideix també compondre simfonies i òperes. Mentre Schubert sol·licita un càrrec de vicedirector de música, Therese presenta a la secretaria del Teatre de la Cort la darrera obra de Schuberts, la Simfonia Inacabada. Els desacords sorgeixen durant els assajos de la darrera òpera de Schubert, perquè la cantant solista considera la música massa difícil de cantar. D'altra banda, els editors de música Tobias Haslinger i Anton Diabelli li refusen la seva música. I per complicar-ho més, es rebutjada la seva sol·licitud de vicedirector de música.
Així, un deprimit Schubert decideix fer una gira amb les seves cançons per guanyar-se la vida. En aquest període, escriu el Winterreise.
Un cop de retorn, Schubert decideix rebre lliçons de contrapunt de Beethoven, però finalment defuig de contactar amb el seu ídol. Poc més tard, mentre pateix problemes de salut, rep una visita del secretari de Beethoven, Anton Schindler. Molt malalt, Beethoven envia alguns poemes de Goethe a Schubert perquè el hi posi música, ja que Beethoven considera Schubert el millor compositor de cançons.
Quan Schubert vol visitar Beethoven, arriba massa tard: Beethoven ha mort. Schubert és un dels portadors de torxes en el funeral de Beethoven. Schubert segueix patint seriosos problemes de salut, i ja no capaç de sentir l'èxit d'un concert públic amb la seva música. Mor un any després del seu ídol.

## Repartiment
- Heinrich Schweiger: Franz Schubert
- Aglaja Schmid: Therese Grob
- Hans Thimig: Pare Schubert
- Karl Bosse: Heinrich Grob
- Maria Eis: Madame Schechner
- Rolf Wanka: Franz von Schober
- Louis Soldan: Moritz von Schwind
- Michael Janisch: Bergmann
- Anni Korin: Netty
- Erwin Strahl: Johann Mayrhofer
- Karl Mittner: Ferdinand Schubert
- Fritz Hinz-Fabricius: Vogl cantant d'Òpera de la Cort
- Richard Eybner: Secretari del Teatre de la Cort
- Chariklia Baxevanos: Noia jove
- Fritz Imhoff
- Senta Wengraf
- Fred Hennings
- Otto Treßler
- Franz Pfaudler
- Alma Seidler
- Susanne Engelhart
- Karl Ehmann
- Marianne Gerzner
- Franz Herterich
- Gisa Wurm